# Pseudastrorhiza
Pseudastrorhiza es un género de foraminífero bentónico de la subfamilia Stegnammininae, de la familia Stegnamminidae, de la superfamilia Psammosphaeridae, del Suborden Saccamminina y del orden Astrorhizida. Su especie tipo es Pseudastrorhiza silurica. Su rango cronoestratigráfico abarca desde el Ordovícico hasta el Daniense (Paleoceno inferior).

## Discusión
Clasificaciones previas incluían Pseudastrorhiza en la subfamilia Psammosphaerinae, de la familia Psammosphaeridae, de la superfamilia Astrorhizoidea, así como en el suborden Textulariina del orden Textulariida.

## Clasificación
Pseudastrorhiza incluye a las siguientes especies:
- Pseudastrorhiza baccula †
- Pseudastrorhiza conica †
- Pseudastrorhiza delicata †
- Pseudastrorhiza irregularis †
- Pseudastrorhiza lanceola †
- Pseudastrorhiza obtusicornis †
- Pseudastrorhiza regularis †
- Pseudastrorhiza silurica †